# وودلايك (تكساس)
وودلايك (بالإنجليزية: Woodlake)‏ هي مدينة أمريكية تقع في ولاية تكساس.